# Kornet (instrument)
 For alternative betydninger, se Kornet. (Se også artikler, som begynder med Kornet)
En kornet er et messingblæseinstrument. Den ligner en trompet, men den er mere kompakt, og de to lyder ikke helt ens. En trompet spiller lidt skarpere end kornetten. Kornetten blev opfundet i 1800-tallet og anvendes hovedsageligt i brassbands.
Kornetten blev udstyret med ventiler før trompeten.
En kornet er oftest stemt i B♭ eller (sjældnere) i A, men der findes også kornetter, som er stemt i E♭. Sådanne kornetter kaldes es-kornet eller soprankornet. I tidligere nodeskrivning, hovedsageligt FDF-orkestre, var det normalt, at E♭-kornetten blev kaldt piccolo, der dog ikke skal forveksles med en piccolofløjte.
E♭-kornetten er standardinventar i et brassband sammen med 10 B♭-kornetter.